# Мазихов, Борис Бесланович
Борис Бесланович Мазихов (7 апреля 1940, Шалушка, Кабардино-Балкарская АССР — 6 июля 2020, Нальчик) — русский советский и кабардинский писатель, прозаик и журналист. Член Союза писателей России и Союза журналистов России. Заслуженный работник культуры Российской Федерации. Главный редактор газеты «Адыгэ псалъэ» (1982—1997).

## Биография
Родился 7 апреля 1940 года в селе Шалушка, Чегменского района Кабардино-Балкарской АССР. 
С 1958 года после получения среднего образования в Шалушкинской средней школе, до 1959 года работал в местном колхозе. С 1959 по 1964 год обучался на 
филологическом факультете Кабардино-Балкарского государственного университета. В 1979 году закончил Академию общественных наук при ЦК КПСС. С 1964 по 1967 год работал в управлении печати Кабардино-Балкарской АССР. С 1967 по 1979 год работал в должностях —  корреспондента, заведующего отделом и ответственного секретаря газеты «Ленин гъуэгу». С 1979 по 1982 год работал в должности заведующего отделом телевидения и радиовещания Кабардино-Балкарского областного комитета КПСС. С 1982 по 1997 год, в течение пятнадцати лет, Б. Б. Мазихов был — главным редактором газеты «Адыгэ псалъэ». 
Член Союза писателей России и Союза журналистов России, с 1981 по 2020год избирался председателем Союза журналистов Кабардино-Балкарии, был членом Федерального совета и секретарём Союза журналистов России. С 1960 годов начали появляться первые литературные сборники Б. Б. Мазихова, в последующем им было выпущено более двадцати сборников новелл и рассказов на русском и кабардинском языках, среди которых такие известные произведения как: «Осень пора листопада», «Созвездие Большой медведицы» и «Белая ласточка».
Помимо основной деятельности занимался и общественно-политической работой, дважды Б. Б. Мазихов избирался депутатом Верховного Совета Кабардино-Балкарской АССР. 
Скончался 6 июля 2020 года в Нальчике.

## Награды
- Заслуженный работник культуры Российской Федерации[1][3]
- Заслуженный журналист Карачаево-Черкесии[1]
- Заслуженный журналист Республики Адыгея[1]
- Премия Союза журналистов России[1]